# Fångar (TV-serie)
Fångar (originaltitel: Fangar, även benämnd som Prisoners) är en isländsk dramaserie från 2017, skapad av Nína Dögg Filippusdóttir och Unnur Ösp Stefánsdóttir. Serien handlar om Linda som efter en våldsam attack mot sin far hamnar i fängelse. Under september 2017 sändes serien på SVT.
Serien togs emot väl av tittare och kritiker. Den blev nominerad till priset för årets TV-drama på Prix Europa.